# Гранодиорит

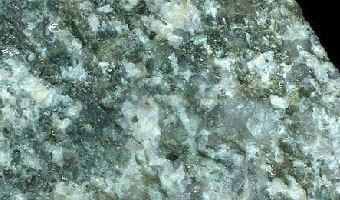
Образец породы гранодиорита

Гранодиори́т — магматическая плутоническая горная порода кислого состава, нормального ряда щёлочности из семейства гранодиоритов. По минеральному и химическому составу представляет собой породу, переходную между гранитом и диоритом. Эффузивный аналог гранодиорита - дацит. 
Минеральный состав: кварц (15—25 об.%), плагиоклаз (40—50 об.%), щелочные полевые шпаты (10—25 об.%), биотит, пироксены, роговая обманка и другие компоненты (до 15 об.%). Плотность породы составляет 2700-2900 кг/м³.
В зависимости от содержания основных породообразующих минералов выделяют следующие типы гранодиоритов: авгит-роговообманковый, авгитовый, биотит-роговообманковый, биотит-роговообманко-авгитовый, биотитовый, гиперстен-биотитовый, роговообманковый, пироксен-роговообманковый. 
Структура от крупнозернистой до тонокозернистой, аплитовой, равномернозернистая или порфировидная.
Текстура массивная, пегматоидная, миароловая, гнейсовидная, полосчатая, пятнистая.
Средний химический состав: SiO2 63-68 %, ТіO2 0.2-1 %, Al2O3 12-17 %, Fe2O3 0,5-3 %, FeO 0.5-4.5 %, MgO 0.5-3.5 %, CaO 3-6 %, Na2O 2.5-4 %, К2О 1.5-4 %.
Гранодиориты образуют интрузивные тела в виде батолитов, штоков и лакколитов. Гранодиориты распространены в складчатых поясах (орогенная и посторогенные стадии), в частности, в активных окраинах континентов, а также в зонах тектономагматической активизации. Зачастую образует гранодиорит-гранитовые и тоналит-трондьемит-гранодиоритовую (ТТГ) серии.

## Применение
Используется в строительстве как отделочный камень. Из гранодиорита был вырезан розеттский камень. Массивные гранодиориты со слабым наличием трещин используются в строительстве и при проведении облицовочных работ. Щебень и песок, полученные дроблением этой породы, используются при производстве бетона, который может применяться в строительстве или для изготовления предметов ландшафтного дизайна. Из гранодиоритововых щебня и песка производят цветочницы, урны, скамейки, скульптуры. Эти материалы применяют для мощения садовых дорожек, создания альпиариев и каменных садов.